# BMO Field
BMO Field är en fotbollsanpassad arena som ligger i kanadensiska Toronto, Ontario och är hemmaarena till Toronto FC i Major League Soccer (MLS) och Toronto Argonauts i Canadian Football League (CFL).
BMO Financial Group (Bank of Montreal) förvärvade arenans namnrättigheter och kommer att heta BMO Field minst till 2017.

## Galleri

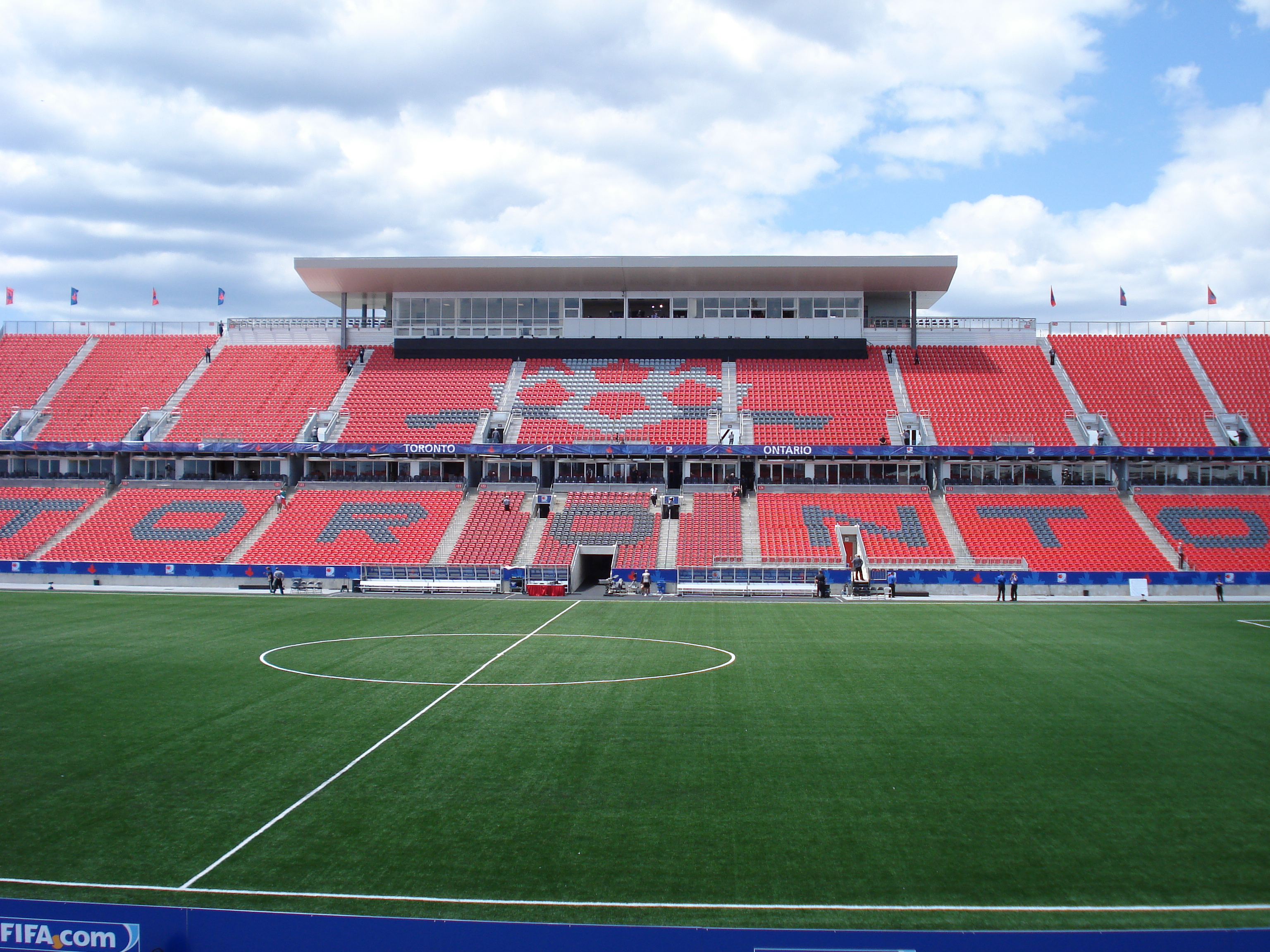
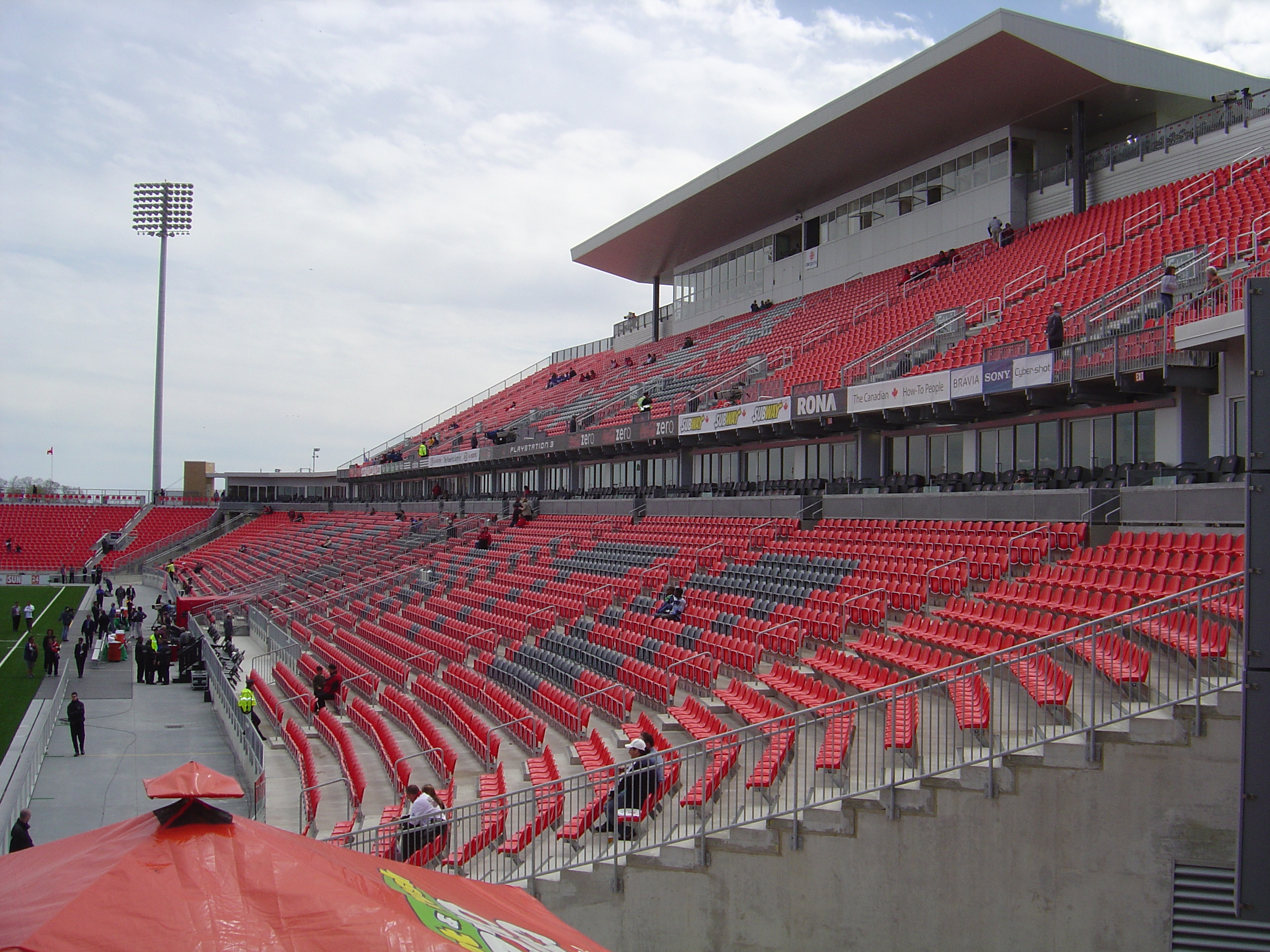
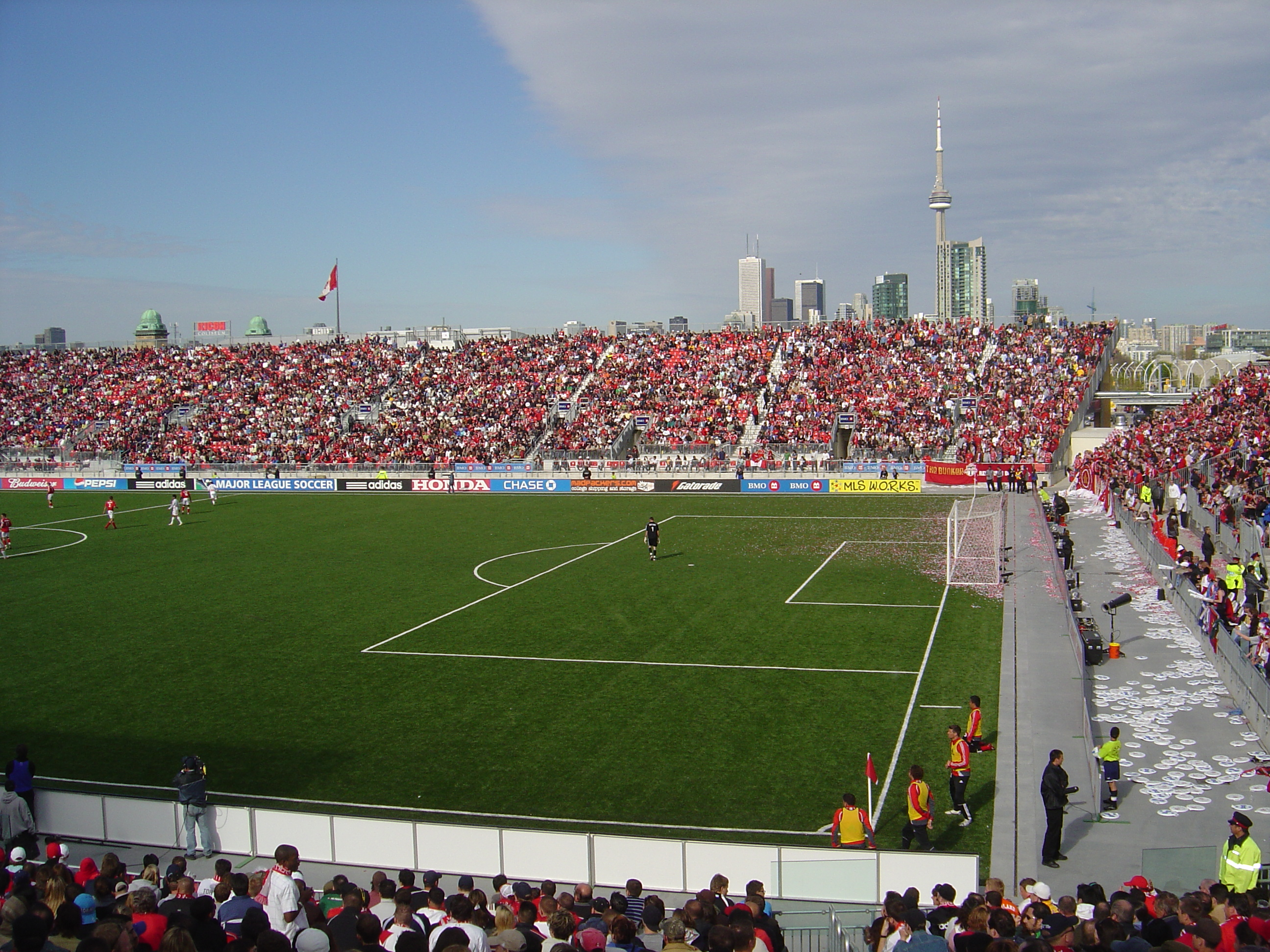
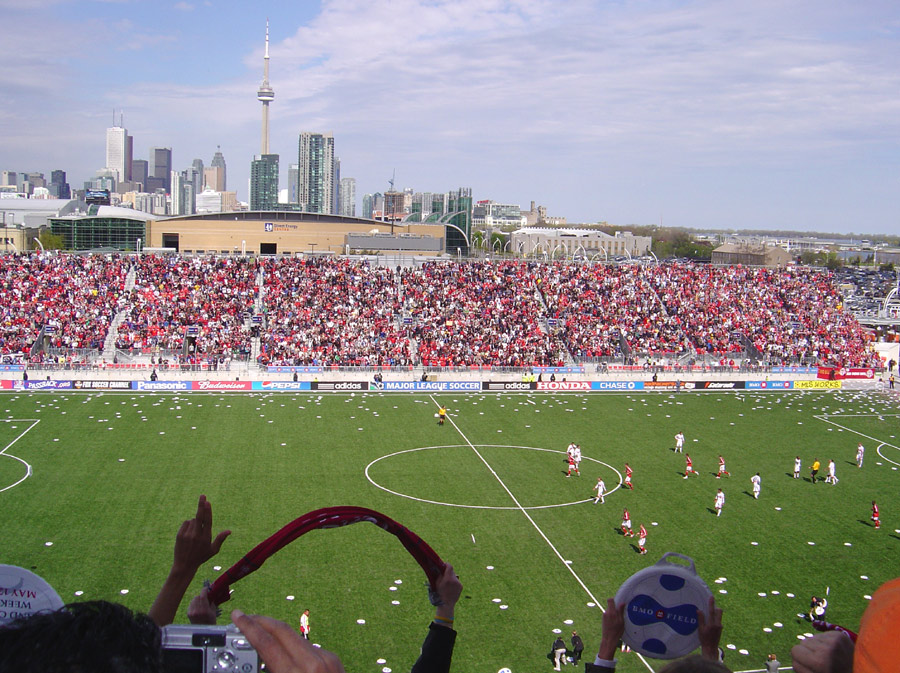